# Stanisław Pestkowski
Stanisław Pestkowski, ps. „Andrzej Borowski” (ros. Станислав Станиславович Пестковский) (ur. 3 grudnia 1882 w Kiełczygłowie, zm. 15 listopada 1937 w Moskwie) – polski i rosyjski działacz ruchu robotniczego, komunista, dyplomata.

## Życiorys
Urodził się w polskiej rodzinie o szlacheckim pochodzeniu. W młodości uczył się w gimnazjum klasycznym w Łodzi, w którym w czasie nauki wstąpił do Związku Socjalistycznej Młodzieży Polskiej, zostając członkiem zarządu łódzkiego (1901–1902). W 1902 zorganizował samodzielne koło socjalistyczne wśród robotników fabryki Bennicha w Łodzi. W 1902 przystąpił do Komitetu Łódzkiego SDKPiL, w ramach którego w 1904 kierował dzielnicą Górną. Po 1905 został jednym z członków Komitetu Centralnego tej partii. Był jednym z zaufanych współpracowników Róży Luksemburg. W 1904 został aresztowany i uwięziony w X Pawilonie Cytadeli Warszawskiej. Skazany na cztery lata katorgi, zbiegł z zesłania udając się do Anglii. W Krakowie spotkał się z Włodzimierzem Leninem. Zagrożony ponownym aresztowaniem udał się do Belgii, a następnie do Holandii i Wielkiej Brytanii. W Londynie został członkiem tamtejszej bolszewickiej sekcji w Brytyjskiej Partii Pracy. Był absolwentem Uniwersytetu Londyńskiego.
Po rewolucji lutowej 1917 i obaleniu caratu powrócił do Rosji. Istniały plany stworzenia w Piotrogrodzie polskiego Komitetu Wojskowo-Rewolucyjnego, któremu Pestkowski miał przewodniczyć. Pomysłodawcą był Julian Leszczyński „Leński”, ale sprzeciw rosyjskich działaczy komunistycznych zablokował realizację tej idei. W momencie bolszewickiego przewrotu wyznaczony wraz z Leszczyńskim do zajęcia piotrogrodzkiego Głównego Telegrafu. Od listopada 1917 wraz z grupą polskich rewolucjonistów jako reprezentanci SDKPiL został członkiem Wszechrosyjskiego Centralnego Komitetu Wykonawczego Rad (WCIK) – najwyższego organu władzy radzieckiej. 24 listopada 1917 za rekomendacją Wiaczesława Mienżynskiego Lenin mianował Pestkowskiego komisarzem Banku Państwowego o uprawnieniach prezesa. Celem tej nominacji było przeforsowanie zdobycia kapitału na potrzeby rozwoju ruchu komunistycznego, któremu sprzeciwiali się wysocy rangą urzędnicy sektora bankowego. Ponieważ ta forma zdobycia środków okazała się niemożliwa do realizacji, Pestkowski zasugerował pożyczkę 5 milionów rubli u jednego z polskich bankierów. Lenin zanegował takie rozwiązanie, wobec czego Pestkowski został odwołany z zajmowanego stanowiska. W latach 1917–1919 był organizatorem, a potem zastępcą komisarza w Komisariacie ds. Narodowości (przewodniczył J. Stalin). Pestkowski odpowiadał w Komisariacie za sprawy narodów Zachodu a Stalin za sprawy narodów Wschodu. Przewodniczący Biura Centralnego do kierowania pracą partyjną na ziemiach okupowanych przez Niemców. Organ ten był elementem polityki bolszewickiej zmierzającej do powołania III Międzynarodówki mającej być w pierwotnym zamyśle „proletariackim rządem świata”. W marcu 1918 r. wystąpił przeciwko leninowskiej koncepcji zawarcia separatystycznego pokoju z państwami Centralnymi. Był również przeciwnikiem leninowskiego hasła "prawa narodów do samostanowienia" uważając, że należy je zastąpić ideą „prawa proletariatów narodowych do samostanowienia”. Zwolennik koncepcji federacji wschodniej w skład, której wchodziłyby bolszewickie Rosja, Ukraina, Polska, Litwa, Estonia, Łotwa i Finlandia tworząc Europejską Republikę Federacyjną. We wrześniu 1918 roku został sekretarzem Centralnego Biura Partii Organizacji Komunistycznych Krajów Okupowanych (poprzednik III Międzynarodówki).
Z polecenia Rady Komisarzy Ludowych RFSRR oddelegowano go na zachód Rosji do uczestnictwa w tworzeniu Białoruskiej Republiki Ludowej. W latach 1919–1920 był przewodniczącym Komitetu Wojskowo-Rewolucyjnego w Kazachstanie, później w Kirgizji. W sierpniu 1920 był delegatem na II Kongresie Międzynarodówki Komunistycznej, podczas wojny polsko-bolszewickiej był naczelnikiem wydziału politycznego Frontu Zachodniego. Po zawarciu pokoju ryskiego był przewodniczącym rosyjsko - ukraińskiej komisji delimitacyjnej. W latach 1924–1926 był posłem ZSRR w Meksyku. Po powrocie do ZSRR w 1926 został zastępcą przewodniczącego i sekretarzem Międzynarodowej Organizacji Pomocy Rewolucjonistom.
W czasie „wielkiej czystki” aresztowany 30 maja 1937 przez NKWD. 15 listopada 1937 skazany na śmierć przez Kolegium Wojskowe Sądu Najwyższego ZSRR za „udział w kontrrewolucyjnej organizacji terrorystycznej”, stracony tego samego dnia. Skremowany na Cmentarzu Dońskim, pochowany anonimowo.
Rehabilitowany 9 lipca 1955 postanowieniem Kolegium Wojskowego SN ZSRR.